# یوزف پولیگ
یوزف پولیگ (ایتالیایی: Josef Polig؛ زادهٔ ۹ نوامبر ۱۹۶۸) اسکی‌باز آلپاین اهل ایتالیا بود.